# ستيوارت جاك
ستيوارت جاك (بالإنجليزية: Stuart Jack)‏ هو دبلوماسي وسياسي بريطاني، ولد في 8 يونيو 1949. انتخب Governor of the Cayman Islands ‏ (2005 – 2009).
تلقى تعليمه في مدرسة ويستكليف الثانوية للبنين؛ ثم كلية ميرتون بأكسفورد، انضم إلى وزارة الخارجية وشؤون الكومنولث عام 1972 بعد أن عمل مع VSO في لاوس. بعد انضمامه إلى إدارة أوروبا الشرقية والاتحاد السوفيتي، تولى جاك مناصب في طوكيو وموسكو. انتقل إلى بنك إنجلترا من عام 1984 لعام 1985، ثم عاد إلى طوكيو لمدة أربع سنوات أخرى.
في عام 1989، شغل منصب مفتش الخدمة الدبلوماسية بوزارة الخارجية البريطانية، قبل أن يتم تعيينه في سانت بطرسبرغ كقنصل عام من 1992 إلى 1995. ثم شغل منصب رئيس كادر محللي البحوث بوزارة الخارجية من 1996 إلى 1999، وعاد إلى طوكيو كوزير. بعد فترة وجيزة بعمله كوزير في 2003-2004، تولى آخر منصب له كحاكم لجزر كايمان عام 2005، وتقاعد عام 2009.
تم تعيينه قائدًا للنظام الملكي الفيكتوري (CVO) في عام 1994 بعد زيارة الملكة إلى سان بطرسبرج.